# Bronisławka (powiat nowodworski)
Bronisławka – wieś sołecka w Polsce położona w województwie mazowieckim, w powiecie nowodworskim, w gminie Pomiechówek.
W latach 1975–1998 miejscowość należała administracyjnie do województwa warszawskiego.